# سیارک ۴۳۳۳
سیارک ۴۳۳۳ (به انگلیسی: 4333 Sinton، نامگذاری:1983RO2) چهار هزار و سیصد و سی و سومین سیارک کشف شده‌است که در ۴ سپتامبر ۱۹۸۳ کشف شد.
قدر مطلق سیارک برابر ۱۳٫۹۰ است.